# Напумса
Напумса, или напумсака (санскр. नपुंस napumsa; नपुंसक, napumsaka — не мужчина, евнух, нейтральный пол, гермафродит, ни мужчина, ни женщина), — термин в Индии, который может относиться к любому человеку третьего пола, неспособному к репродукции. К представителям нейтрального пола причислялись также: соблюдающие целибат, дети, престарелые и т. д. Иногда напумса относится непосредственно к людям, которые родились с неоднозначными гениталиями (интерсексы). Такие люди могут быть гомосексуальны, гетеросексуальны, или сексуально неопределенными от природы, и степень их импотенции может быть весьма различной. Те, кто родились без должных половых органов, называются на санскрите нисагра и обычно имеют хроническое физическое состояние, вызванное биологической комбинацией мужского и женского полов, которое в наши дни называется интерсекс. Это состояние, известное ранее как «гермафродитизм», делает людей сексуально нефункционирующими, сложенными атипично, или стерильными. Согласно ведическим текстам, в некоторых случаях люди рождались такими из-за совершенных в прошлом грехов.
Концепция комбинирования мужского и женского полов на биологическом уровне была известна ведической науке давно и соответствует категории тритья-пракрити. В главе Чарака-самхиты (4.2), посвященной эмбриологическому развитию и необычным рождениям, перечислены восемь типов напумсы: dviretas, pavanendriya, samskaravahi, narashandha, narishandha, vakri, irshyabhirati, vatika.